# Lill-Gårdtjärnen
Lill-Gårdtjärnen är en sjö i Bräcke kommun i Jämtland och ingår i Ljungans huvudavrinningsområde.